# Boguta (możny morawski)
Boguta, Bohuta (XII w.) – możny morawski w Bizancjum, właściciel Telcz.
Był zubożałym krewniakiem Konrada II, księcia znojemskiego. W bliżej nieznanym czasie osiedlił się w Konstantynopolu. Tam zyskał łaskę cesarza Manuela I Komnena, który obdarzył go zaszczytami i bogatym nadaniem. Według niektórych badaczy brał udział w II wyprawie krzyżowej.
Boguta odegrał ważną rolę w rokowaniach, do których doszło w czasie walk bizantyjsko-węgierskich w latach 1163–1164, kiedy to po stronie Węgrów interweniował czeski król Władysław II. Jako przedstawiciel cesarza Manuela I przyczynił się do zawarcia pokoju bizantyjsko-czeskiego i do wycofania się z wojny Władysława II.